# Hohe Dock
Hohe Dock är en bergstopp i Österrike.   Den ligger i distriktet Zell am See och förbundslandet Salzburg, i den centrala delen av landet, 300 km väster om huvudstaden Wien. Toppen på Hohe Dock är 3 348 meter över havet, eller 114 meter över den omgivande terrängen. Bredden vid basen är 0,58 km.
Terrängen runt Hohe Dock är huvudsakligen bergig. Runt Hohe Dock är det ganska glesbefolkat, med 29 invånare per kvadratkilometer.. Närmaste större samhälle är Bruck an der Großglocknerstraße, 18,2 km norr om Hohe Dock. 
Trakten runt Hohe Dock består i huvudsak av gräsmarker.